# Désespérance
Désespérance est une mélodie pour voix et piano de Nadia Boulanger composée en 1902 sur un poème de Paul Verlaine.

## Présentation
Désespérance est composé du 2 au 14 avril 1902 alors que Nadia Boulanger est encore étudiante au Conservatoire de Paris. La mélodie, pour voix et piano, est écrite sur un poème de Paul Verlaine extrait de Sagesse (Paris, Société générale de librairie catholique, 1881).
L'incipit de l'œuvre est : « Un grand sommeil noir ».
Le manuscrit autographe de la mélodie, incomplet, est conservé à la BnF (Ms. 19502).
Nadia Boulanger reprendra plus tard le poème de Verlaine pour sa mélodie Un grand sommeil noir (NB 16, 1906),.
Désespérance est d'une durée moyenne d'exécution de deux minutes vingt environ.
Dans le catalogue des œuvres de la compositrice établi par la musicologue Alexandra Laederich, la mélodie porte le numéro NB 3.

## Discographie
- Les heures claires : The Complete Songs : Nadia & Lili Boulanger, Lucile Richardot (mezzo-soprano) et Anne de Fornel (piano), Harmonia Mundi HMM 902356.58, 3 CD, 2023[6] — premier enregistrement mondial.